# Autotrakční lehátko

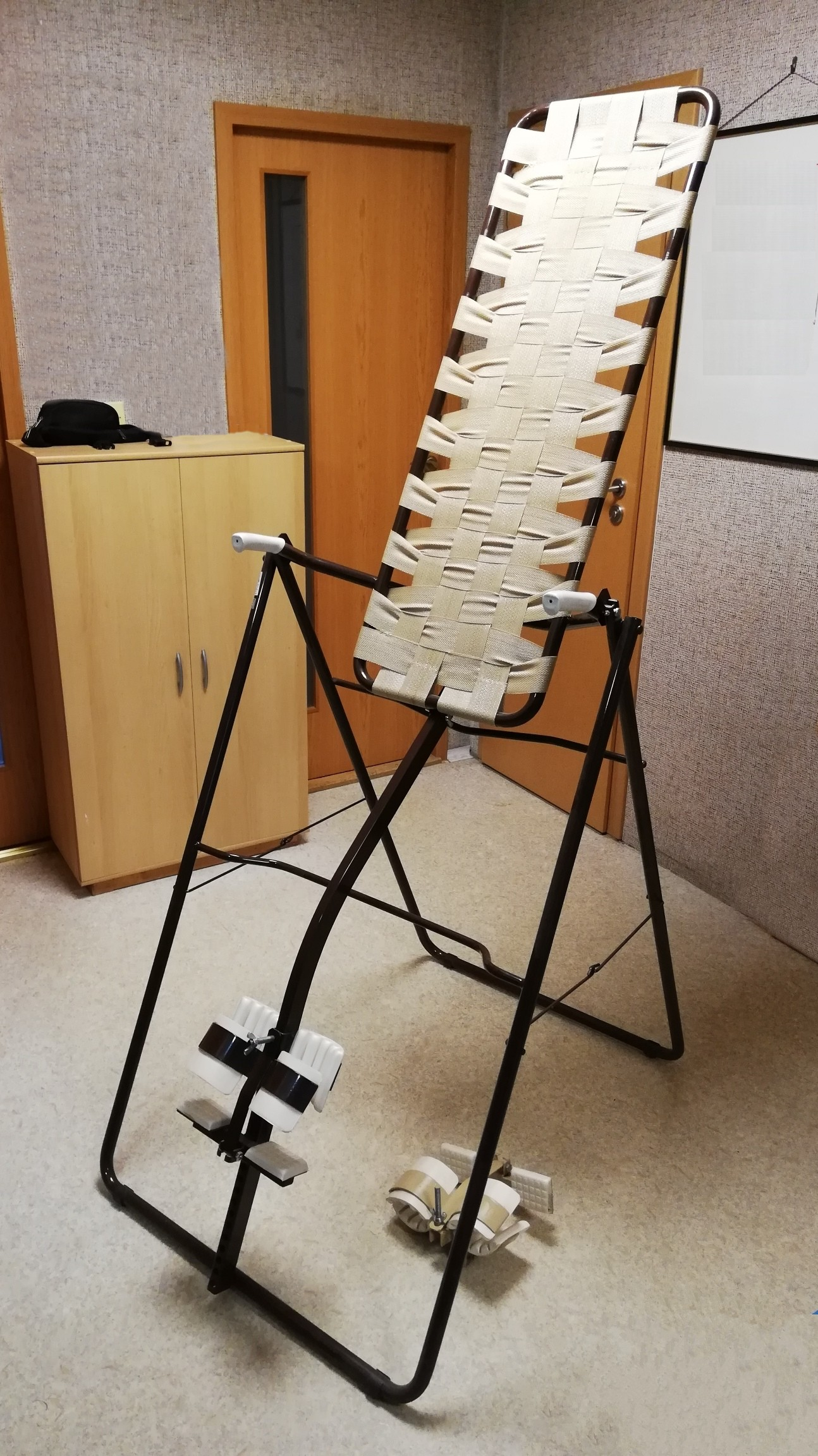
Jedno z možných řešení autotrakčního lehátka

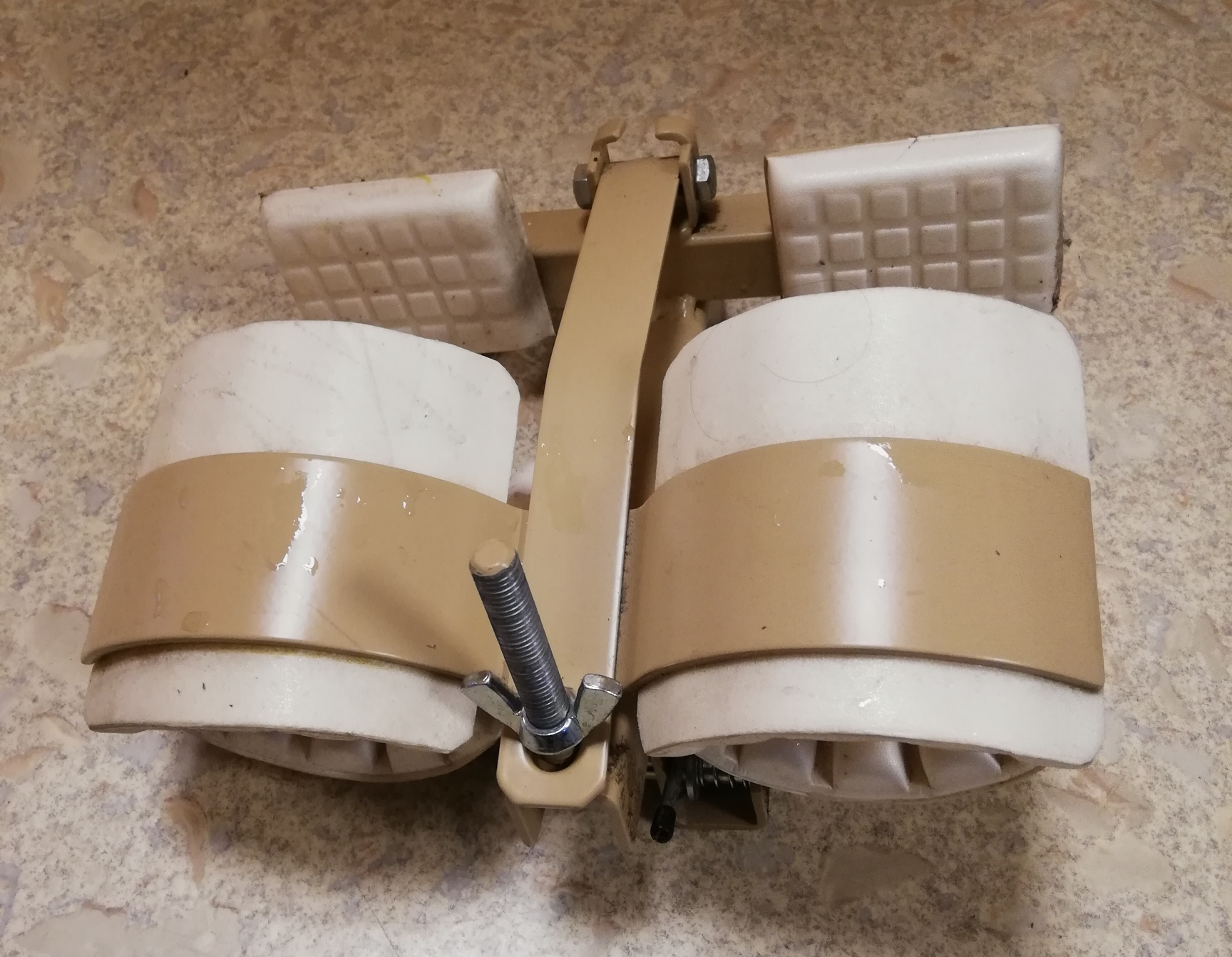
Nastavitelná masérská upínka nohou jako doplněk autotrakčního lehátka

Autotrakční lehátko někdy nazývané též rehabilitační lavice nebo inverzní stůl je mechanická relaxační, rehabilitační a léčebná pomůcka založená na principu opačné trakce (natažení) lidského těla vlivem jeho vlastní (auto) hmotnosti v gravitačním poli země.

## Podrobněji
Základním principem fungování lehátka je dávkované působení gravitační síly na tělo (především na páteř) v jeho podélné ose v poloze, kdy je tělo vystavováno účinkům tíže v inverzním směru tj. ve směru opačném, než běžně tíže působí (tzv. inverzní terapie). Lehátko disponuje úchytkou (upínkou) pro zafixování nohou v oblasti kotníků, za něž se cvičící osoba upevní, aby si následně mohla sama plynule polohou horní části těla spočívajícího na výpletu lehátka (hrudník, ramena, paže) regulovat hloubku (resp. úhel) zavěšení celého těla a to v rozsahu od vodorovné pozice až případně do maximální polohy, kdy se dostane cvičící hlavou zcela dolů. Lehátko je vlastně pomůcka pro to, aby se tělo mohlo plynule přetočit z mírného záklonu přes vodorovnou polohu až do „netopýřího visu“ hlavou k zemi. Zásadní je, že si osoba sama během cvičení a pobytu na lehátku změnami svého tělesného těžiště plynule reguluje úhel překlápění (a návrat z něho) podle své zkušenosti, odvahy a momentální potřeby. Tělo je tak vystavováno dávkovanému „obrácenému zatížení“ než na něj běžně působí při sezení, chůzi či stání. Již v mírné (a o to více v maximální) inverzní poloze dochází ke svalovému uvolnění (především v oblasti zad a dýchacích svalů hrudníku), protažení páteře, uvolnění tlaku na ploténky, k odlehčení kyčelních kloubů a k dočasné eliminaci gravitačního tlaku (komprese) na vnitřní orgány. Autotrakční lehátko je navrženo k preventivnímu a postupnému opakovanému relaxačnímu a rehabilitačnímu používání, které má celkově pozitivní léčebný vliv na lidské tělo.

## Hlavní účinky autotrakčního lehátka
Již za malou chvíli pobytu a cvičení na lehátku v inverzních polohách dochází k trakci páteře, která je spojena s uvolněním, protažením a odstraněním tlaku mezi obratli. Natažení páteře implikuje nasávání tekutin do jader plotének čímž dochází k jejich výživě a regeneraci. Krevní oběh v dolních končetinách se odlehčuje při polohách hlavou dolů a zároveň se v těchto inverzních pozicích zlepšuje fungování vnitřních orgánů. Také dochází k prokrvování mozku.
- prevence a léčba při bolestech zad, páteře,[1][2] případně i hlavy;[2]
- aktivní uvolňování svalového napětí;[1]
- léčebné využití při onemocnění pohybového systému;[4]
- uvolňování dýchacích cest[1] a zmírňování potíží s dýcháním;[2]
- pomoc při přetížení žilního oběhu dolních končetin;[1][4]
- pomoc při přetížení meziobratlových plotének;[1][4]
- pomoc při přetížení kyčelních kloubů;[1][4]
- pomoc při přetížení vnitřních orgánů (normálně namáhaných v poloze v sedě).[1][4]

### Nové řešení – prodloužená úchopová tyč
Jak se autotrakční lehátka vyvíjela firma Aquabath.cz vyrobila speciální úchopový mechanismus - tzv. prodlouženou úchopovou tyč ke snadnějšímu uchycení chodidel pacienta. Toto průmyslové zlepšení bylo následně patentováno při Úřadu průmyslového vlastnictví v Praze.